# M65
М65 (NGC3623) е спирална галактика, разположена по посока на съзведието Лъв. Открита е от Шарл Месие през 1780. М65, М66 и NGC3628 образуват известното „галактично трио в Лъв“.
Галактиката е бедна на газово-прахови облаци, откъдето следва, че и темпа на звездообразуване е нисък. Съответно, отношението на стари към млади звезди е очаквано голямо. Галактиката има издължена форма, което предполага, че в миналото тя може да е взаимодействала с другите галактики от триото. Освен това, галактиката може да има и централен бар, нещо, което е трудно да се определи, поради това, че галактиката е наклонена спрямо зрителния лъч на земен наблюдател.